# Wojciech Bobola (zm. 1631)
Wojciech Bobola herbu Leliwa (zm. w 1631) – podkomorzy przemyski w latach 1611–1630, pisarz przemyski w latach 1608–1611, komornik królewski i dworzanin królewski w 1601 roku, starosta pilznieński w 1616 roku. 

## Rodzina Wojciecha Boboli
Syn Mikołaja Boboli, bratanek Andrzeja (podkomorzego kor.), prawdopodobnie; brat św. Andrzeja Boboli.
Ożenił się w 1611 z Elżbietą z Ostrowskich. Według Niesieckiego, miał jednego syna, który był ojcem Lidwiny - panny, Zuzanny - żony Gabrjela Witowskiego oraz Zygmunta Boboli co pod Wiedniem życie swoje dla sławy imienia i Bogu chwały położył, wreszcie Stanisława i trzeciego syna, który zaginął w Holandii.

## Kariera
Poseł województwa ruskiego na sejm zwyczajny 1613 roku. W związku z urzędem komorniczym miewał częste zatargi z sądem królewskim. 19 lutego 1613 został wybrany na członka komisji, mającej rozpatrzeć pretensje wojska, które brało udział w wojnie moskiewskiej, a nieco później działał jako komisarz do spraw granicznych od Węgier i Śląska. Administrator ceł ruskich w 1603 roku, lustrator dóbr królewskich w województwach: bełskim, ruskim i wołyńskim. Deputat do wojska i uspokojenia granicy z Węgrami w 1613 roku.
Występował również na popisywaniu się szlachty sanockiej. W latach 1621—1623.

## Majątek Wojciecha Boboli
Wojciech Bobola posiadał wsie: Klimkówkę, Ladzin i Wisłoczek. 
W 1608 odstąpił mu stryj Andrzej Bobola Leszczynę i Królówkę, w 1609 dostał wójtostwo we wsi Rodatycze, którą w następnym roku dożywotnio nabył od Ostrowskich. W 1611 odstąpił mu Marcin Sienieński Iwonicz, a Mniszchowie odsprzedali mu wieś Rogi. 
Celem wyrównania długu 20 000 zł, zaciągniętego u Andrzeja Drohojowskiego, Wojciech odstąpił mu w 1614 wsi;
Iwonicz, Klimkówkę, Ładzin i Wisłoczek.
W 1616 cedował mu Andrzej Bobola - starostwo pilzneńskie i część domu w Warszawie, z której zrezygnował na rzecz króla w 1617. W tym samym roku wystąpił z bratem stryjecznym, Kasprem Bobolą - kanonikiem, w roli wykonawcy testamentu [Andrzeja Boboli, którego pamięć uczcił panegiryczną tablicą, w kościele Jezuitów w Warszawie.
Przypisuje mu się powszechnie fundację kościoła w Klimkówce (pow. Sanok).
Zmarł przed 5 kwietnia 1631. Został pochowany w kościele oo. Franciszkanów w Przemyślu.